# Elsaß-Lothringische P 4
In die Gattung P4 ordneten die Reichseisenbahnen in Elsaß-Lothringen verschiedene Lokomotiven mit der Achsfolge 2B ein:
Gattungssystem ab 1906
- Elsaß-Lothringische A 10
- Elsaß-Lothringische A 11

Gattungssystem ab 1912
- Elsaß-Lothringische A 12
- Elsaß-Lothringische A 13